# Comuna Nazarje
Nazarje (Občina Nazarje) este o comună din Slovenia, cu o populație de 2.754 de locuitori (2002).

## Localități
Brdo, Dobletina, Čreta pri Kokarjah, Kokarje, Lačja vas, Nazarje, Potok, Prihova, Pusto Polje, Rovt pod Menino, Spodnje Kraše, Šmartno ob Dreti, Volog, Zavodice, Žlabor